# رایتاولا
رایتاولا (به لاتین: Raitalawela) یک منطقهٔ مسکونی در سری‌لانکا است که در استان مرکزی (سری‌لانکا) واقع شده‌است.